# Kajakarstwo na Letnich Igrzyskach Olimpijskich 2020 – C-2 500 m kobiet
C-2 500 metrów kobiet to jedna z konkurencji w kajakarstwie klasycznym rozgrywanych podczas Letnich Igrzysk Olimpijskich 2020. Kajakarki rywalizowały między 6 a 7 sierpnia na torze Sea Forest Waterway.

## Terminarz
Wszystkie godziny są podane w czasie tokijskimm (UTC+09:00).
| Data            | Godzina |              |
| --------------- | ------- | ------------ |
| 6 sierpnia 2021 | 09:30   | Eliminacje   |
| 6 sierpnia 2021 | 11:21   | Ćwierćfinały |
| 7 sierpnia 2021 | 09:30   | Półfinały    |
| 7 sierpnia 2021 | 11:30   | Finały       |

## Wyniki

### Eliminacje
Osady z miejsc 1-2 z każdego z biegów eliminacyjnych awansowały do półfianału. Pozostałe osady awansowały do ćwierćfinału.
Bieg 1
| Pozycja | Tor | Zawodniczki                             | Czas     | Uwagi |
| ------- | --- | --------------------------------------- | -------- | ----- |
| 1.      | 6   | Xu Shixiao Sun Mengya                   | 1:57,870 | SF    |
| 2.      | 5   | Lisa Jahn Sophie Koch                   | 2:01,184 | SF    |
| 3.      | 1   | Laurence Vincent-Lapointe Katie Vincent | 2:02,170 |       |
| 4.      | 3   | Dilnoza Rakhmatova Nilufar Zokirova     | 2:04,854 |       |
| 5.      | 2   | Irina Andriejewa Olesia Romasienko      | 2:05,604 |       |
| 6.      | 4   | Karen Roco María Mailliard              | 2:09,820 |       |
| 7.      | 7   | Bernadette Wallace Josephine Bulmer     | 2:11,322 |       |

Bieg 2
| Pozycja | Tor | Zawodniczki                           | Czas     | Uwagi |
| ------- | --- | ------------------------------------- | -------- | ----- |
| 1.      | 3   | Ludmyła Łuzan Anastasija Czetwerikowa | 2:01,156 | SF    |
| 2.      | 4   | Virág Balla Kincső Takács             | 2:02,344 | SF    |
| 3.      | 5   | Yarisleidis Cirilo Katherin Nuevo     | 2:03,229 |       |
| 4.      | 7   | Daniela Cociu Maria Olărașu           | 2:06,070 |       |
| 5.      | 1   | Svetlana Ussova Margarita Torlopova   | 2:09,024 |       |
| 6.      | 6   | Daryna Pikulewa Nadzieja Makarczanka  | 2:09,799 |       |
| 7.      | 2   | Manaka Kubota Teruko Kiriake          | 2:16,791 |       |

## Ćwierćfinały
Pierwsze trzy osady z każdego z wyścigów awansowały do półfinału, pozostałe osady awanoswały do finału B.
Bieg 1
| Pozycja | Tor | Zawodniczki                             | Czas     | Uwagi |
| ------- | --- | --------------------------------------- | -------- | ----- |
| 1.      | 5   | Laurence Vincent-Lapointe Katie Vincent | 2:02,259 | SF    |
| 2.      | 4   | Daniela Cociu Maria Olărașu             | 2:03,434 | SF    |
| 3.      | 2   | Daryna Pikulewa Nadzieja Makarczanka    | 2:04,951 | SF    |
| 4.      | 3   | Svetlana Ussova Margarita Torlopova     | 2:06,179 | FB    |
| 5.      | 6   | Bernadette Wallace Josephine Bulmer     | 2:11,180 | FB    |

Bieg 2
| Pozycja | Tor | Zawodniczki                         | Czas     | Uwagi |
| ------- | --- | ----------------------------------- | -------- | ----- |
| 1.      | 5   | Yarisleidis Cirilo Katherin Nuevo   | 2:03,282 | SF    |
| 2.      | 4   | Dilnoza Rakhmatova Nilufar Zokirova | 2:04,450 | SF    |
| 3.      | 3   | Irina Andriejewa Olesia Romasienko  | 2:04,703 | SF    |
| 4.      | 6   | Karen Roco María Mailliard          | 2:04,969 | FB    |
| 5.      | 2   | Manaka Kubota Teruko Kiriake        | 2:08,849 | FB    |

## Półfinały
Cztery najszybsze osady awansowały do finału, pozostałe do wansowały do finału B.
Wyscig 1
| Pozycja | Tor | Zawodniczki                          | Czas     | Uwagi |
| ------- | --- | ------------------------------------ | -------- | ----- |
| 1.      | 4   | Xu Shixiao Sun Mengya                | 2:01,369 | FA    |
| 2.      | 3   | Yarisleidis Cirilo Katherin Nuevo    | 2:03,655 | FA    |
| 3.      | 5   | Virág Balla Kincső Takács            | 2:04,545 | FA    |
| 4.      | 6   | Daniela Cociu Maria Olărașu          | 2:05,910 | FA    |
| 5.      | 2   | Daryna Pikulewa Nadzieja Makarczanka | 2:07,205 |       |

Wyścig 2
| Pozycja | Tor | Zawodniczki                             | Czas     | Uwagi |
| ------- | --- | --------------------------------------- | -------- | ----- |
| 1.      | 4   | Ludmyła Łuzan Anastasija Czetwerikowa   | 2:02,893 | FA    |
| 2.      | 3   | Laurence Vincent-Lapointe Katie Vincent | 2:04,316 | FA    |
| 3.      | 5   | Lisa Jahn Sophie Koch                   | 2:04,749 | FA    |
| 4.      | 2   | Irina Andriejewa Olesia Romasienko      | 2:04,968 | FA    |
| 5.      | 6   | Dilnoza Rakhmatova Nilufar Zokirova     | 2:09,614 |       |

## Finały

### Finał B
| Pozycja | Tor | Zawodniczki                          | Czas     | Uwagi |
| ------- | --- | ------------------------------------ | -------- | ----- |
| 9.      | 3   | Karen Roco María Mailliard           | 2:02,698 |       |
| 10.     | 5   | Daryna Pikulewa Nadzieja Makarczanka | 2:04,351 |       |
| 11.     | 4   | Dilnoza Rakhmatova Nilufar Zokirova  | 2:04,658 |       |
| 12.     | 6   | Svetlana Ussova Margarita Torlopova  | 2:04,859 |       |
| 13.     | 2   | Bernadette Wallace Josephine Bulmer  | 2:05,698 |       |
| 14.     | 7   | Manaka Kubota Teruko Kiriake         | 2:06,196 |       |

### Finał A
| Pozycja | Tor | Zawodniczki                             | Czas     | Uwagi |
| ------- | --- | --------------------------------------- | -------- | ----- |
| złoto   | 5   | Xu Shixiao Sun Mengya                   | 1:55,495 | OR    |
| srebro  | 4   | Ludmyła Łuzan Anastasija Czetwerikowa   | 1:57,499 |       |
| brąz    | 6   | Laurence Vincent-Lapointe Katie Vincent | 1:59,041 |       |
| 4.      | 2   | Lisa Jahn Sophie Koch                   | 1:59,041 |       |
| 5.      | 7   | Virág Balla Kincső Takács               | 2:00,289 |       |
| 6.      | 3   | Yarisleidis Cirilo Katherin Nuevo       | 2:01,623 |       |
| 7.      | 1   | Daniela Cociu Maria Olărașu             | 2:01,750 |       |
| 8.      | 8   | Irina Andriejewa Olesia Romasienko      | 2:04,875 |       |